# Gerichte im Herzogtum Sachsen-Altenburg
Dieser Artikel beschreibt die Gerichtsorganisation im Herzogtum Sachsen-Altenburg und im Freistaat Sachsen-Altenburg.

## Von der Gründung 1826 bis 1879
Die Eingangsinstanz waren die herzoglichen Justizämter, das herzogliche Stadt-Gericht Altenburg, die Stadträte, das Stadtgericht Eisenberg, eine Vielzahl von Patrimonialgerichten (1831 waren dies 133) und eine Reihe ausländischer Gerichte, die auch für den jeweiligen „Altenburger Anteil“ zuständig waren. Die zweite Instanz bildete das Justiz-Kollegium der herzoglichen Regierung. Letzte Instanz war das gemeinschaftliche Oberappellationsgericht Jena.
Daneben bestanden für einzelne Personengruppen privilegierte Gerichtsstände. Die war das Konsistorium Altenburg für die Geistlichkeit (das Konsistorium war auch allgemeines Gericht in Ehesachen), das Militärgericht des Herzogtums Altenburg für Militärangehörige und das Hofmarschall-Amt für die Hofbediensteten.
Die Justizämter waren ein Teil der Ämter. Eine Trennung der Rechtsprechung von der Verwaltung war nicht gegeben.
| Gericht                                                    | Sitz              | auch Kriminalgericht | Anmerkung |
| ---------------------------------------------------------- | ----------------- | -------------------- | --- |
| Herzogliches Justizamt Altenburg                           | Altenburg         | ja                   | |
| Herzogliches Justizamt Leuchtenburg und Orlamünde zu Kahla | Kahla             | ja                   | |
| Herzogliches Justizamt Eisenberg                           | Eisenberg         | ja                   | |
| Herzogliches Justizamt Roda                                | Roda              | ja                   | |
| Herzogliches Justizamt Ronneburg                           | Ronneburg         | ja                   | |
| Herzogliches Stadtgericht Altenburg                        | Altenburg         | ja                   | |
| Stadtrat Kahla                                             | Kahla             | nein                 | |
| Stadtrat Lucka                                             | Lucka             | nein                 | |
| Stadtrat Orlamünde                                         | Orlamünde         | nein                 | |
| Stadtrat Roda                                              | Roda              | nein                 | |
| Stadtrat Ronneburg                                         | Ronneburg         | nein                 | |
| Stadtrat Schmölln                                          | Schmölln          | ja                   | |
| Stadtgericht Eisenberg                                     | Eisenberg         | ja                   | |
| Patrimonialgericht Ahlendorf                               | Ahlendorf         | nein                 | Gräflich Flemming’sches Rittergut Krossen |
| Patrimonialgericht Altenberga mit Altendorf und Rodias     | Altenberga        | ja                   | Gleina, Greuda, Schirnewitz, Schöps, Zwabitz |
| Patrimonialgericht Ammelstädt                              | Ammelstädt        | ja                   | |
| Patrimonialgericht Bayern                                  | Bayern            | nein                 | |
| Patrimonialgericht Bocka                                   | Bocka             | nein                 | |
| Patrimonialgericht Bohra                                   | Bohra             | nein                 | |
| Patrimonialgericht Breitenhain                             | Breitenhain       | ja                   | Herzogliches Kammergut |
| Patrimonialgericht Carsdorfberg                            | Karsdorfberg      | nein                 | |
| Patrimonialgericht Clengel                                 | Clengel           | ja                   | |
| Patrimonialgericht Dienstädt                               | Dienstädt         | ja                   | |
| Patrimonialgericht Dobitschen mit Zschöpperitz             | Dobitschen        | ja                   | Bethenhausen, Dobraschütz, Gorma, Graicha, Hirschfeld, Kraasa, Wehna, Obertossa, Obermolditz, Pontewitz, Prehna, Rodameuschel, Rolisa                |
| Patrimonialgericht Dorna                                   | Dorna             | ja                   | |
| Patrimonialgericht Drackendorf                             | Drackendorf       | ja                   | Rittergut Ilmnitz, Laasdorf, Zöllnitz |
| Patrimonialgericht Drogen                                  | Drogen            | nein                 | herzogliches Kammergut |
| Patrimonialgericht Droschka                                | Droschka          | ja                   | Rittergut Silberthal |
| Patrimonialgericht Ehrenberg mit Zschechwitz               | Ehrenberg         | ja                   | (Modelwitz, Stünzhain, Zschaiga) herzogliches Kammergut                                                                                              |
| Patrimonialgericht Ehrenhain                               | Ehrenhain         | ja                   | Dippelsdorf, Garbus, Hauersdorf, Heiersdorf, Kleinmecka, Mockzig, Nirkendorf, Oberarnsdorf, Prisselberg, Woesebach, Zschaiga, Zschernichen Rittergut |
| Patrimonialgericht Eichenberg                              | Eichenberg        | ja                   | Bucha, Dienstädt, Kleineutersdorf, Martinsroda Rittergut                                                                                             |
| Patrimonialgericht Esdorf und Rauda                        | Esdorf            | ja                   | |
| Patrimonialgericht Etzelbach                               | Etzelbach         | ja                   | |
| Patrimonialgericht Flemmingen                              | Flemmingen        | nein                 | |
| Patrimonialgericht Friedrichshaida                         | Friedrichshaida   | nein                 | |
| Patrimonialgericht Friedrichstannecke                      | Friedrichstanneck | nein                 | |
| Patrimonialgericht Gauern                                  | Gauern            | ja                   | Braunichswalde |
| Patrimonialgericht Gleina                                  | Gleina            | ja                   | (herzogl.) |
| Patrimonialgericht Göllnitz und Großtauschwitz             | Göllnitz          | ja                   | |
| Patrimonialgericht Görisberg                               | Görisberg         | nein                 | |
| Patrimonialgericht Gösen                                   | Gösen             | ja                   | |
| Patrimonialgericht Gräfendorf                              | Gräfendorf        | ja                   | |
| Patrimonialgericht Grobsdorf und Rückersdorf               | Grobsdorf         | nein                 | |
| Großstöbnitzer Dingstuhl                                   | Großstöbnitz      | nein                 | als Gericht zu Frankenhausen, Altenburger Anteil |
| Großstöbnitzer Papiermühle                                 | Großstöbnitz      | nein                 | auch: Schellenberg'sche Papiermühle |
| Patrimonialgericht Großröda                                | Großröda          |                      | Kleinröda, Gent'sches Rittergut |
| Patrimonialgericht Großröda                                | Großröda          |                      | Altpoderschau, Monstab, Tittmann'sches Rittergut |
| Patrimonialgericht Gumperda                                | Gumperda          | ja                   | Drößnitz, Keßlar, Röttelmisch |
| Patrimonialgericht Hartmannsdorf                           | Hartmannsdorf     | ja                   | |
| Patrimonialgericht Hayn                                    | Hayn              | ja                   | |
| Patrimonialgericht Haynichen                               | Haynichen         | ja                   | Winkler’sches Gericht |
| Patrimonialgericht Hainspitz                               | Hainspitz         | ja                   | |
| Patrimonialgericht Heukendorf                              | Heukendorf        | ja                   | Gorma, Gröba, Kriebitzsch, Pflichtendorf, Rositz, Waltersdorf, Wintersdorf                                                                           |
| Patrimonialgericht Hilbersdorf                             | Hilbersdorf       | ja                   | |
| Patrimonialgericht Jägersdorf                              | Jägersdorf        | ja                   | |
| Patrimonialgericht Kauern                                  | Kauern            | ja                   | |
| Patrimonialgericht Karsdorfberg                            | Karsdorfberg      | nein                 | |
| Patrimonialgericht Kertschütz                              | Kertschütz        | ja                   | |
| Patrimonialgericht Keßlar                                  | Keßlar            | nein                 | |
| Patrimonialgericht Kolkwitz und Oberhasel                  | Kolkwitz          | ja                   | Graf von Feltingsches Patrimonialgericht |
| Patrimonialgericht Kolkwitz                                | Kolkwitz          | ja                   | Strauß’sches Gericht |
| Patrimonialgericht Kuhfraß                                 | Kuhfraß           | ja                   | |
| Patrimonialgericht Langenleuba                             | Langenleuba       | ja                   | |
| Patrimonialgericht Langenoria                              | Langenoria        | ja                   | |
| Patrimonialgericht Lehnitsch                               | Lehnitsch         | nein                 | |
| Patrimonialgericht Löbichau                                | Löbichau          | ja                   | |
| Patrimonialgericht Löhnichen                               | Löhnichen         | ja                   | |
| Patrimonialgericht Lohma                                   | Lohma             | ja                   | |
| Patrimonialgericht Lumpzig                                 | Lumpzig           | ja                   | |
| Patrimonialgericht Magdalenenstift bei Altenburg           | Altenburg         | nein                 | |
| Patrimonialgericht Maltis                                  | Maltis            | ja                   | |
| Patrimonialgericht Mannichswalde                           | Mannichswalde     | ja                   | |
| Patrimonialgericht Meuselwitz                              | Meuselwitz        | ja                   | |
| Patrimonialgericht Mockern                                 | Mockern           | nein                 | |
| Patrimonialgericht Möckern                                 | Möckern           | ja                   | |
| Patrimonialgericht Mumsdorf                                | Mumsdorf          | ja                   | |
| Patrimonialgericht Rehmitz                                 | Rehmitz           | nein                 | |
| Patrimonialgericht Neuenmörbitz                            | Neuenmörbitz      | nein                 | |
| Patrimonialgericht Niedertroßen                            | Niedertroßen      | ja                   | Prinz Albert zu Schwarzburg-Rudolstadt’sches Patrimonialgericht                                                                                      |
| Patrimonialgericht Niedertroßen                            | Niedertroßen      | ja                   | von Kropsiches Gericht |
| Patrimonialgericht Rischwitz und Vogelgesang               | Rischwitz         | ja                   | |
| Patrimonialgericht Nobitz                                  | Nobitz            | ja                   | |
| Patrimonialgericht Nöddenitz                               | Nöddenitz         | ja                   | |
| Patrimonialgericht Oberlödla                               | Oberlödla         | nein                 | |
| Patrimonialgericht Oberzetscha                             | Oberzetscha       | nein                 | |
| Patrimonialgericht Orlamünda                               | Orlamünda         | nein                 | Ritterg.-Gericht |
| Patrimonialgericht Orlamünda                               | Orlamünda         | nein                 | Pfarrei-Gericht |
| Patrimonialgericht Paitsdorf                               | Paitsdorf         | nein                 | |
| Patrimonialgericht Podelwitz                               | Podelwitz         | nein                 | |
| Patrimonialgericht Poderschau                              | Poderschau        | ja                   | (Neu- und Alt-) |
| Patrimonialgericht Pölzig                                  | Pölzig            | ja                   | |
| Patrimonialgericht Pöschwitz                               | Pöschwitz         | ja                   | |
| Patrimonialgericht Pohlhof                                 | Pohlhof           | nein                 | |
| Patrimonialgericht Ponitz                                  | Ponitz            | nein                 | |
| Patrimonialgericht Poschwitz                               | Poschwitz         | nein                 | |
| Patrimonialgericht Posterstein                             | Posterstein       | ja                   | |

## Von der Gründung 1879 bis 1918
Im Rahmen der Einführung der Reichsjustizgesetze wurde das Oberappellationsgericht Jena in das Oberlandesgericht Jena und das Appellationsgericht Altenburg in das Landgericht Altenburg umgewandelt. Darunter waren 6 Amtsgerichte angesiedelt.
- Amtsgericht Altenburg in Altenburg
- Amtsgericht Eisenberg in Eisenberg
- Amtsgericht Kahla in Kahla
- Amtsgericht Roda in Roda
- Amtsgericht Ronneburg in Ronneburg
- Amtsgericht Schmölln in Schmölln

Diese Gerichtsorganisation blieb auch im Freistaat Sachsen-Altenburg bestehen. Mit der Bildung des Landes Thüringen kam es zu einer Neuorganisation. Siehe hierzu Gerichte in Thüringen.